# Сиола
Сиола или саола (Pseudoryx nghetinhensis) је врста говеда и једна од најређих врста сисара на свету; наиме, ова врста шумског говеда насељава само Анамско горје (на граници Вијетнама и Лаоса), које се одликује дубоким кланцима обраслим густим тропским шумама. Врста је описана након открића остатака три угинуле јединке 1992. године у резервату природе Ву Кванг (Вијетнам), у заједничкој истраживачкој мисији министарства шумарства Вијетнама и WWF-а. Од тада је неколико примерака сиоле држано у заточеништву, али само на кратко. Живу сиолу је 1999. први пут у дивљини усликала камера коју су заједно поставили радници министарства шумарства Вијетнама и WWF-а.
Крајем августа 2010. године, један сељак у Лаосу уловио је живог мужјака сиоле и обавестио локалне власти о томе. Међутим, пре него што су представници власти (државни чувари природе) дошли до села у коме је чуван у заточеништву и наредили његово пуштање на слободу, он је угинуо. Тело ове животиње су убрзо преузели научници како би је детаљније проучили.

## Име
Саола је назив који долази од тајске (сијамске) речи, која је идентична и у лаошком језику, а значи „вретенасти рог”. Латински назив рода долази од Pseudoryx, чиме се истиче њена сличност са орикс антилопом, док је име врсте nghetinhensis кованица имена две вијетнамске покрајине, Нге Ан и Ха Тињ. Локални Хмонги је зову сахт-супахп (saht-supahp, „пристојна животиња”), јер се нечујно креће кроз шуму. Због њене реткости и очигледне осетљиве природе медији су је назвали „азијским једнорогом”, иако нема никакве везе с митском животињом, нити има само један рог.

## Особине
Вилијем Робихо (1998), координатор „Радне Групе Саола” (енгл. Saola Working Group), је у својој публикацији забележио мере женке, коју је назвао Марта заточене (у лаошанском зверињаку). Ова јединка је проучавана око 15 дана, након чега је угинула из непознатог разлога. Према подацима Робихоа, женка је висока 84 cm у раменима, а леђа су благо уздигнута, за око 12 cm у односу на рамена. Док је дужина тела са главом 150 cm.
Опште карактеристике сиоле, према ранијим студијама, спроведеним између 1993. и 1995, али и према подацима из 1998, боја крзна је чоколадносмеђа, са белим шарама на лицу, грлу и са страна врата, на врату и трбуху смеђа боја је нешто светлије нијансе, постоји црна пруга на леђима и пар скоро паралелних рогова, које имају и мужјаци и женке.
Према локалном становништву, саоле живе у скупинама ретко већима од две-три јединке. Означавају територију мошусним жлездама, за које се верује да су највеће у животињском свету.

## Таксономија
Према резултатима анализе ДНК сиола припада племену Bovini потпородице Bovinae, а најближи сродници су јој домаће говедо и бизони. Међутим, морфологија њених зуба, рогова и неке друге особине, указују на припадност „примитивним говедима”. Према неким изворима припада новом племену Pseudorygini, чији је једини члан.